# NGC 6174
NGC 6174 este o galaxie situată în constelația Hercule. A fost descoperită în 26 martie 1849 de către Johnstone Stoney⁠(d).